# عباسعلی نورا
عباسعلی نورا (زاده ۱۳۳۲ در هیرمند، درگذشته ۱۲ دی ۱۳۹۶) نماینده مردم زابل از استان سیستان و بلوچستان در دوره‌های پنجم و هشتم مجلس شورای اسلامی و عضو کمیسیون برنامه و بودجه مجلس شورای اسلامی ایران بود.

## زندگینامه
دکتر عباسعلی نورا متولد ۱۳۳۲ در روستای برج یوسف بخش مرکزی شهرستان هیرمند در استان سیستان و بلوچستان.
تحصیلات ابتدایی و دیپلم را در زابل و کارشناسی ریاضی را در دانشگاه اصفهان گذراند و با بورسیه برای ادامه تحصیل به انگلستان عازم و موفق به دریافت دانشنامه دکترای ریاضیات و برنامه‌ریزی گردید.

## برخی از سوابق کاری
- سرپرست دانشکده دریانوردی چابهار
- معاونت دانشکده مهندسی و معاونت آموزشی دانشگاه سیستان و بلوچستان
- ریاست دانشگاه آزاد اسلامی زاهدان
- نماینده دوره پنجم و هشتم مجلس شورای اسلامی
- رئیس گروه دوستی ایران و ایرلند
- عضو کمیسیون تلفیق برنامه و بودجه و برنامه توسعه سوم
- مدیر عامل یکی از برج‌های بانک صادرات

## استعفا
در پی وقوع حادثه بمب‌گذاری در زاهدان عباسعلی نورا و حسین‌علی شهریاری دیگر نماینده سیستان و بلوچستان به دلیل عدم توانایی دولت در کنترل و حفظ امنیت این استان از سمت خود استعفا دادند."
- حسینعلی شهریاری که به همراه عباسعلی نورا و پیمان فروزش از نمایندگی زاهدان استعفا داده بودند، چندی بعد اعلام کرد که با توصیه رهبری استعفایشان را پس گرفته‌اند[۲]

## درگذشت
نورا ۱۲ دی ۱۳۹۶ در سن ۶۴ سالگی در بیمارستان نیکان درگذشت و در زابل به خاک سپرده شد.